# Alfred Chester Beatty
Alfred Chester Beatty (ur. 7 lutego 1875 w Nowym Jorku, zm. 19 stycznia 1968 w Monte Carlo) – amerykański przedsiębiorca i milioner nazywany „królem miedzi” (ang. King of Copper).
Urodził się w Nowym Jorku jako najmłodszy spośród trzech synów. Studiował na Columbia University, a po jego ukończeniu został inżynierem górnictwa (w 1898). Początkowo pracował za 2 dolary dziennie, ale szybko awansował. W 1899 założył własną firmę konsultacyjną. W 1900 pracował w kopalni złota w Cripple Creek (Kolorado), gdzie zbudował swoją fortunę. W 1907 był już dyrektorem kilku korporacji wydobywczych.
Zajmował się kolekcjonowaniem rękopisów. Podróżował do Egiptu i Azji w celu ich pozyskania. W latach 50. zamieszkał w Dublinie, zabierając ze sobą większość swoich rękopisów.